# Catwoman
Pour les articles homonymes, voir Catwoman (homonymie).
Selina Kyle alias Catwoman est un personnage de fiction de l'univers DC. Créée par Bill Finger et Bob Kane, elle apparaît pour la première fois dans le comic book Batman #1 en 1940.
Plusieurs héroïnes ont endossé le costume de Catwoman (en français, la femme-chat), notamment Selina Kyle et Holly Robinson. Elle fut interprétée par Julie Newmar et Eartha Kitt dans la série en 1966, Lee Meriwether dans le film Batman de 1966, Michelle Pfeiffer dans le film Batman : le défi en 1992, par Halle Berry dans Catwoman de Pitof en 2004 et par Anne Hathaway dans le film The Dark Knight Rises de Christopher Nolan en 2012. Dans la série Gotham de 2014, c'est Camren Bicondova qui interprète Selina Kyle à l'époque de son adolescence, et Lili Simmons en tant qu'adulte 10 ans plus tard, dans le dernier épisode de la série. En 2022, elle est interprétée par Zoë Kravitz dans le film Batman de Matt Reeves.

## Biographie fictive
Dans les comics, deux personnages ont revêtu le costume de Catwoman.

### Selina Kyle
Selina Kyle est la Catwoman originale.
À 13 ans, Selina s'échappe du centre de détention juvénile de Sprang Hall et se rend à Gotham City. Là, la fugitive vit d'expédients. À l'âge de 17 ans, elle jouit d'un confort relatif dans l'East End rongé par la criminalité. C'est à ce moment qu'elle rencontre une jeune fille, Holly Robinson. Selina se met à défendre Holly et les autres racoleuses d'East End. Lorsque Selina devient Catwoman, Holly part se réfugier chez Maggie, la sœur de Selina. Holly retrouve sa vieille amie Selina lors d'une affaire de tueur en série qui s'en prend aux prostituées.
Grâce à Selina, Holly sort de la rue, et elle l'aide ensuite dans sa carrière de justicière masquée : la vie de Catwoman est dès cet instant vouée au combat contre le crime.

### Holly Robinson
À 13 ans, elle fuit de chez elle. Holly rencontre Selina lorsque celle-ci s'interpose alors qu'un policier tente de la violer.
Holly reprend le flambeau à la suite de la maternité de Selina. Cette dernière accouche d'une fille du nom d'Helena. Elle cède son costume à Holly Robinson pour protéger East End. Holly est entraînée par Selina Kyle et Wildcat pour devenir une meilleure combattante.

## Description

### Costumes
Ses costumes ont été très différents selon les époques. À l'origine, elle ne portait qu'un masque de chat avec une robe. Puis un capuchon à oreillettes. Une combinaison violette munie d'une cape verte et de lunettes apparurent dans les années 1960. On l'accessoirisa d'un fouet (ou d'une cravache) à la même époque. Dans les années 1980 et au début des années 1990, elle porta un académique pourpre ainsi que des cuissardes et gants du soir noirs et ses cheveux devinrent frisés et longs. La prestation de Michelle Pfeiffer dans le film Batman, le défi en 1992 vint changer la donne - Catwoman se rapprocha sensiblement de l'apparat fétichiste en vinyle reluisant noir, griffes pointues et masque décousu. Depuis, le noir sert généralement dans l'accoutrement de Selina Kyle, mais on y ajouta des lunettes stylisées se rapprochant de celles utilisées pour la pratique du ski. Le costume de Anne Hathaway dans le film The Dark Knight Rises se rapprochera d'ailleurs du costume de Julie Newmar avec des lunettes de vision nocturne rétractable donnant l'allure d'oreilles de chat à sa silhouette. En 2004, Catwoman est interprété par Halle Berry, avec un costume assez stylisé.

### Sexualité
Catwoman est bisexuelle,. Genevieve Valentine, qui scénarise les aventures de Catwoman, déclare en février 2015, lorsque la bisexualité de Catwoman est clairement dépeinte dans le numéro 39 du comics : « Pour moi, ce n'était pas tant une révélation qu'une confirmation. »

## Création du personnage
Elle a été introduite dans la bande dessinée comme une cambrioleuse surnommée The Cat dans le premier numéro du comic book Batman en 1940. À la fin de l'épisode, Batman la laissa s'échapper. Historiquement, le personnage initial résulte du croisement entre la cousine de Kane, Ruth Steel, et l'actrice Jean Harlow, femme fatale des années 1930. Kane voyait dans les femmes des créatures félines.
En 1941, ce personnage revint sous le nom de Catwoman. Contrairement aux autres malfrats de Gotham, celle-ci n'est pas l'incarnation du mal ; elle se situe dans une zone grise caractérisée de délits et de bienfaits (elle ne se veut en aucun cas devenir une meurtrière).
Catwoman, de son vrai nom Selina Kyle, fait partie des ennemis de Batman les plus populaires. Depuis sa création en 1940 par Bill Finger et Bob Kane, dans le comic Batman n° 1, plusieurs versions du personnage ont traversé la culture populaire. Originellement, elle n'était qu'une cambrioleuse digne des autres adversaires de Batman. Alors que les scénarios se peaufinaient et qu'on la rendait plus attrayante, une idylle se dessina entre elle et le chevalier de Gotham City. Selon la version en vogue (films, dessins animés ou B.D.) et selon les époques, l'origine de Selina Kyle est très différente. Richissime écologiste fanatique des félins, secrétaire tuée par son patron, puis ramenée à la vie par des chats sauvages. Elle est très souvent l'incarnation d'une femme violentée qui doit mourir pour changer d'identité, reprendre le contrôle de sa vie et se venger.
Dans les années 1990, DC Comics, l'éditeur des comics de Batman, décida qu'il était temps de donner à Catwoman sa propre série. Cette série, apparue en 2005 et est toujours en cours de publication, mettant en scène une Catwoman à l'aspect plus moderne, librement inspiré de celui qu'elle a dans Batman Returns, mais plus adapté à la vie de monte-en-l'air de Selina Kyle. C'est d'ailleurs ce design qui a servi de base à la Catwoman du dessin animé The Batman.
Dans la culture populaire occidentale, Catwoman est devenue un symbole de la femme fatale, associant élégance, indépendance, beauté et ambivalence. Avec l'association Harley Quinn/Poison Ivy, elle incarne l'aspect féministe de l'univers Batman et même au-delà.

## Apparitions dans d'autres médias

### Séries télévisées
En enfilant le costume de la femme chat pour les besoins de la série  Batman de 1966, la pin-up Julie Newmar devient la première actrice à interpréter le personnage. Elle est remplacée par Eartha Kitt dans la troisième saison diffusée de 1967 à 1968.
Casey Elizabeth Easlick interprète le personnage en 2002 dans des scènes de flashbacks de l'éphémère Les Anges de la nuit, d'après le groupe fictionnel.
En 2014, la chaîne FOX lance la série préquelle Gotham mettant en scène plusieurs personnages liés à la ville de Gotham City, dont le futur commissaire James « Jim » Gordon. La série se conclut en 2019 au terme de sa cinquième saison et de la diffusion de son centième épisode. Le personnage est incarné par Camren Bicondova dans la quasi-totalité de ses apparitions tandis que Lili Simmons interprète une version adulte dans le dernier épisode de la série.

### Séries d'animation
Première voix du personnage, Jane Webb (en) lui donne vie entre 1968 et 1969 dans la série Filmation The Batman/Superman Hour (en). Elle est suivie par Melendy Britt dans la série Les Nouvelles Aventures de Batman de 1977, du même studio.
L'actrice Adrienne Barbeau lui prête sa voix dans les œuvres du DC Animated Universe, à savoir les séries Batman de 1992 (1992-1995), The New Batman Adventures (1997-1998) et Gotham Girls (2000-2002).
Gina Gershon lui prête sa voix entre 2004 et 2007 dans cinq épisodes de la série The Batman, tandis que Nika Futterman en fait de même entre 2009 et 2010 dans la série Batman: The Brave and the Bold.
À partir de 2019, Cree Summer lui prête sa voix dans la série DC Super Hero Girls. Interprétée par Sanaa Lathan, le personnage est introduit en 2020 dans la série Harley Quinn à partir de sa deuxième saison.

### Cinéma

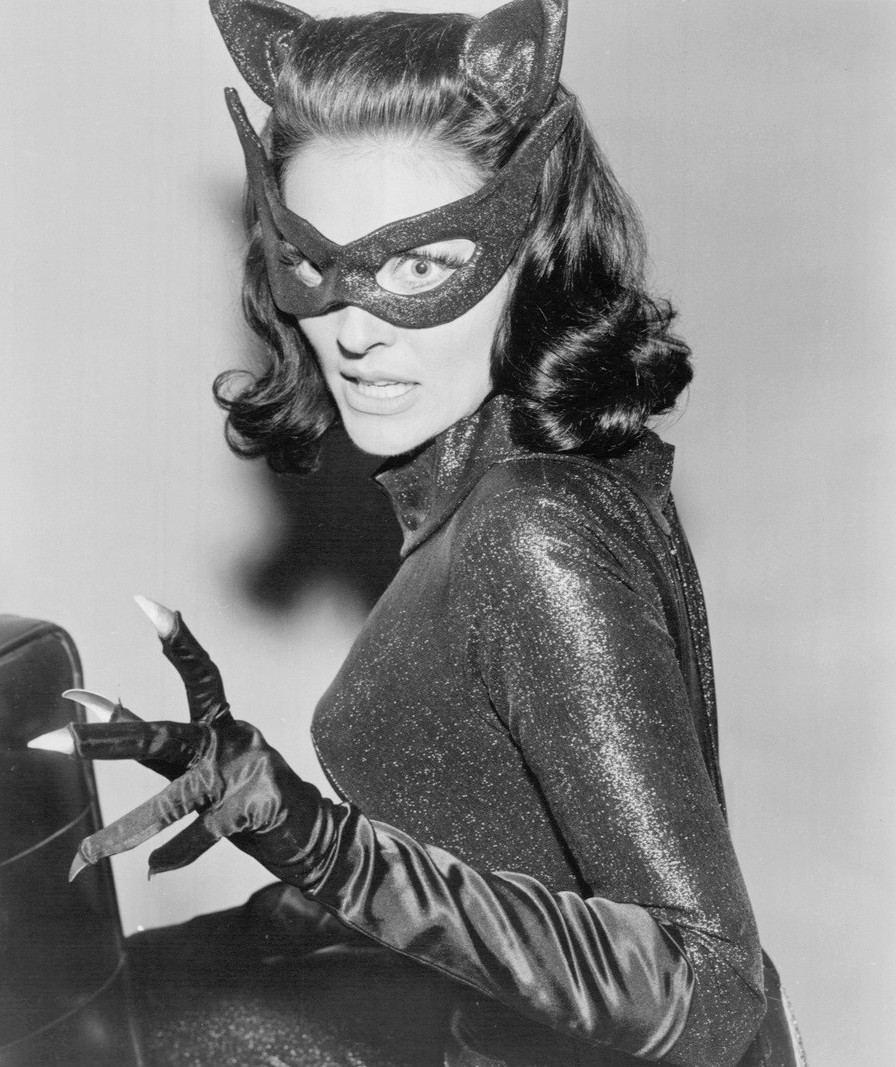
Lee Meriwether dans le film de 1966.

Dans le film Batman de 1966 réalisé par Leslie H. Martinson, l'actrice Lee Meriwether remplace Julie Newmar qui tient le rôle dans la série télévisée. Opposée à Batman et Robin, respectivement interprétés par Adam West et Burt Ward, la Femme-chat s'associe au Joker, au Riddler et au Pingouin  afin d'enlever un chercheur qui a inventé un procédé permettant de déshydrater les corps humains jusqu'à l'état de poudre.
Interprétée par  Michelle Pfeiffer, le personnage est l'un des principaux protagonistes de Batman : Le Défi (Batman Returns) de Tim Burton, suite du film de 1989 dans lequel elle partage l'affiche avec le revenant Michael Keaton dans le rôle titre ainsi qu'avec Danny DeVito dans le rôle du  Pingouin. Montrée au début comme l'assistante exécutive timide du véreux Max Shreck, elle est défenestrée par ce dernier et laissée pour morte. Elle se relève finalement dans un état second et retourne dans son appartement, où elle perd ses inhibitions tout en saccageant son logement et en confectionnant son costume de Catwoman. Annette Bening est le premier choix du cinéaste mais cette dernière se découvre enceinte quelques semaines avant le début du tournage.
En 2004, le personnage a droit à son propre film sobrement intitulé Catwoman. Réalisé par le français Pitof, le film met en scène l'actrice Halle Berry dans le rôle titre. De plus Michelle Pfeiffer apparaît dans une scène en photo dans son rôle de Selina Kyle/Catwoman.
Début 2011, Anne Hathaway est annoncée dans le rôle pour le film The Dark Knight Rises de Christopher Nolan prévu pour l'année d'après et qui sert de conclusion à la trilogie The Dark Knight mettant en scène Christian Bale,.
En octobre 2019, l'actrice Zoë Kravitz est choisie pour être la nouvelle interprète du personnage dans le film The Batman de Matt Reeves qui met en scène pour la première fois Robert Pattinson dans le personnage de Batman .

### Films d'animation
- 2011 : Batman: Year One de Sam Liu, doublée par Eliza Dushku (VF : Kelvine Dumour)
- 2011 : DC Showcase : Catwoman de Lauren Montgomery, doublée par Eliza Dushku
- 2013 : Lego Batman, le film : Unité des super héros de Jon Burton, doublé par Katherine von Till
- 2013 : Batman: The Dark Knight Returns, partie 2 de Jay Oliva, doublée par Tress MacNeille (VF : Kelvine Dumour)
- 2016 : Batman : Le Retour des justiciers masqués de Rick Morales, doublée par Julie Newmar (VF : Françoise Cadol)
- 2017 : Batman et Harley Quinn de Sam Liu (caméo seulement)
- 2017 : Batman vs. Double-Face de Rick Morales, doublée par Julie Newmar (VF : Françoise Cadol)
- 2018 : Batman: Gotham by Gaslight de Sam Liu, doublée par Jennifer Carpenter (VF : Françoise Cadol)
- 2018 : Scooby-Doo et Batman : L'Alliance des héros de Jake Castorena, avec Nika Futterman ((VF : Emmanuèle Bondeville))
- 2018 : Batman Ninja de Junpei Mizusaki, doublée par Ai Kakuma (VO japonaise) et Grey Griffin (VO américaine) (VF : Françoise Cadol)
- 2019 : Batman : Silence de Justin Copeland, doublée par Jennifer Morrison (VF : Françoise Cadol)
- 2021 : Batman: The Long Halloween de Chris Palmer, doublée par Naya Rivera (VF : Françoise Cadol)
- 2021 : Injustice de Matt Peters, doublée par Anika Noni Rose (VF : Françoise Cadol)

### Jeux vidéo
Le personnage a son propre jeu en 1999, Catwoman, sorti exclusivement sur Game Boy Color. Elle a de nouveau droit à son propre jeu en 2004, Catwoman, qui sert d'accompagnant pour la sortie de son film avec Halle Berry.
Le personnage est présent dans plusieurs jeux LEGO, à savoir Lego Batman : Le Jeu vidéo en 2008 et sa suite Lego Batman 2: DC Super Heroes en 2012,.
En 2008, le personnage est jouable dans le jeu de combat Mortal Kombat vs. DC Universe.
Le personnage est présent en 2011 dans le jeu en ligne massivement multijoueur DC Universe Online.
Le personnage apparaît dans plusieurs volets de la franchise Batman: Arkham dans laquelle elle est interprétée par Grey DeLisle. Introduite dans le deuxième volet Batman: Arkham City (2011), le personnage est jouable durant certains moments de l'histoire principale. Le personnage apparaît dans Batman: Arkham Origins Blackgate sorti en 2013. Dans Batman: Arkham Knight (2015), le personnage est capturé par le Riddler qui lui a attaché une bombe au cou, obligeant Batman à résoudre ses énigmes pour la sauver. Le contenu téléchargeable Catwoman's Revenge permet de prendre de nouveau le contrôle du personnage qui cherche à se venger du poseur d'énigmes.
De nouveau interprétée par Grey DeLisle, le personnage est jouable dans les jeux de combat Injustice : Les dieux sont parmi nous (2013) et Injustice 2 (2017),,.
Interprétée par Laura Bailey, le personnage est un des principaux protagonistes du jeu d'aventure épisodique Batman: A Telltale Games Series du studio Telltale Games. Le personnage réapparaît dans la suite, Batman : The Ennemy Within, sortie en 2017.

### Comics

#### SériesCatwoman
- Catwoman vol.1, #4, 1989 (Scénario de Mindy Newell et dessins de Joe Brozowsky)
- Catwoman: Defiant, One-shot, 1992
- Catwoman vol.2, #96, 1993-2001 (Scénario de Jo Duffy, Chuck Dixon, Doug Moench, Devin K. Grayson et dessins de Jim Balent, Staz Johnson)
- Catwoman/Vampirella : The Furies, #1, 1997
- Catwoman/Wildcat, #4, 1998
- Catwoman - Le retour de la Dame aux yeux verts, 2001 (contient Detective Comics #759-762)
- Catwoman : Le Grand Braquage (Catwoman: Selina's Big Score), One-shot, 2002
- Catwoman Secret Files and Origins, #1, 2002
- Catwoman vol.3, #83, 2002-2010. (Scénario de Ed Brubaker, Cameron Stewart, Will Pfeifer et dessins de Javier Pulido, Pete Woods). Éditée en France sous le titre Ed Brubaker présente Catwoman par Urban Comics.
- Batman & Catwoman : Tu ne tueras point (Batman/Catwoman: Trail of the Gun), 2004
- Catwoman : À Rome (Catwoman : When in Rome), #6, 2004-2005. (Scénario de Jeph Loeb et dessins de Tim Sale)
- Batman/Catwoman: Follow the Money, #1, 2011
- Catwoman vol.4, #52, 2011-2016 (Version New 52). (Scénario de Ann Nocenti et dessins de Rafa Sandoval). Éditée en France par Urban Comics.
  - Tome 1. Catwoman : La Règle du jeu (Catwoman 4 #1-6)
  - Tome 2. La Maison de poupées (Catwoman 4 #7-12, 0)
  - Tome 3. Indomptable (Catwoman 4 #13-18, Young Romance)
  - Tome 4. La Main au Collet (Catwoman 4 #19-24 + #26 + Annual #1 + Batman The Dark Knight 23.4: Joker’s Daughter)
  - Tome 5. Course de Haut Vol  (Catwoman 4 #25 + #27-34 + Catwoman Futures End #1)
  - Catwoman Eternal T.1 Reine du Crime (Catwoman 4 #35-40 + Annual #2)
  - Catwoman Eternal T.2 Héritage (Catwoman 4 #41-47 + Sneak Peek)
- Ed Brubaker présente Catwoman (2002-2013)
  - Tome 1. D'entre les ombres (2002)
  - Tome 2. Dans les bas-fonds (2012)
  - Tome 3. Sans répit (2013)
  - Tome 4. L'Équipée sauvage (2013)

#### Autres séries
- Showcase '93 : Sorrow Street, #1-4, 1993
- Batman : Année Un (Frank Miller/David Mazzucchelli)
- Batman : Un long Halloween
- Amère Victoire
- Batman : Silence
- Batman: Dark Knight
- Gotham City Sirens, #26, 2009-2011